# Duck Hill
La ville américaine de Duck Hill est située dans le comté de Montgomery, dans l’État du Mississippi. Lors du recensement de 2010, sa population s’élevait à 732 habitants.

## Personnalités
- Roxcy Bolton (1926–2017), féministe et activiste des droits des femmes, est née à Duck Hill.

## Source
- (en) Cet article est partiellement ou en totalité issu de l’article de Wikipédia en anglais intitulé « Duck Hill, Mississippi » (voir la liste des auteurs).